# Bulbophyllum biantennatum
Bulbophyllum biantennatum är en orkidéart som beskrevs av Rudolf Schlechter. Bulbophyllum biantennatum ingår i släktet Bulbophyllum och familjen orkidéer. Inga underarter finns listade i Catalogue of Life.